# Algot Untola
Algot Untola, född 28 november 1868 i Tohmajärvi, död 21 maj 1918 i Helsingfors, var en finländsk författare och journalist.
Untola utexaminerades 1891 från Sordavala seminarium och verkade 1893–1900 som folkskollärare i Viborg, slog sig därefter på trävaruaffärer och vistades några år i Sankt Petersburg. Efter återkomsten därifrån var han först verksam i sitt egentliga yrke (i Lojo 1904–1905, i Kaustby 1905–1907) och arbetade därefter som resetalare för Finska partiet, redaktör för tidningen Satakunta (1908) i Björneborg med mera. Slutligen etablerade sig Untola som fri författare under flera pseudonymer, av vilka Maiju Lassila är den mest kända. Han väckte stort uppseende med den självbiografiska mammutromanen Harhama (1909), som han gav ut under namnet Irmari Rantamala. Untolas förnämsta arbete är den numera klassiska romanen Tulitikkuja lainaamassa (1910, senare dramatiserad), en humoristisk folklivsskildring i karelsk miljö.
Författaren Untola var utomordentligt produktiv. Han gjorde 1917–1918 bittra utfall i det socialdemokratiska huvudorganet Työmies (som han redigerade ensam den sista veckan före det röda nederlaget) mot det borgerliga samhället och blev skjuten av vaktmanskapet under icke klarlagda omständigheter på färjan till avrättningsplatsen på Sandhamn.
Hans valda arbeten, Valitut teokset, utkom 1945–1946, hans samlade tidningsartiklar publicerades 1948 under titeln Totuuden nimessä. En efterlämnad samhällskritisk roman om fallna kvinnor, Portto - syntinen nainen, skriven någon gång på 1910-talet, utgavs 2002. Ett sällskap, som bär hans namn (Maiju Lassila), bildades 1947.